# Xanthoparmelia boyaginensis
Xanthoparmelia boyaginensis är en lavart som beskrevs av Elix. Xanthoparmelia boyaginensis ingår i släktet Xanthoparmelia och familjen Parmeliaceae.   Inga underarter finns listade i Catalogue of Life.